# Немова, Ирина Владимировна
Ирина Владимировна Немова (3 октября 1990) — российская футболистка и игрок в мини-футбол, защитница. Мастер спорта России.

## Биография
Воспитанница дворового футбола. Организованно заниматься спортом начала только в 17-летнем возрасте в мини-футбольном клубе «Спартак» (Рязань) у тренера Елены Сазоновой. В составе «Спартака» становилась серебряным призёром чемпионата России по мини-футболу. Также занималась в рязанской ДЮСШ «Олимпиец».
В начале 2011 года присоединилась к команде по большому футболу «Рязань-ВДВ», где была на тот момент единственной местной спортсменкой. В сезоне 2011/12 сыграла 5 матчей в высшей лиге России. Оставалась в составе рязанского клуба до 2016 года, но выступала за второй состав команды в первой лиге, также играла на правах аренды за «Спартак» (Рыбное).
С сезона 2018/19 выступала в мини-футболе в составе команды «Среднерусский банк» (ПАО Сбербанк).
В сезоне 2023 выступала в чемпионате Московской области за ЖФК «Авангард» (Коломна) в рамках отбора на финал Первой лиги 2023.